# 猜納府
猜納府（皇家轉寫：Changwat Chai Nat，泰語發音：[t͡ɕāŋ.wàt t͡ɕʰāj nâːt]）是泰國中部的一個府。

## 歷史
猜納府的名稱之泰文意為「勝利府」，它是素可泰王國時代的前哨城府，因為每次與緬甸軍隊作戰均獲勝，致為該府名字來源。在1776年7月28日，鄭昭的軍隊至此迎戰緬甸軍隊，大獲全勝，故當地民眾以此日為建城紀念日。

## 地理
- 猜納府位於泰國中部昭拍耶河河谷的平原，面積約為1469平方公里，距首都曼谷約為194公里。
- 猜納府的大部份為低窪平原。有少部份山林及礦石，河流港汊眾多，著名的魚米之鄉。府的南部有昭拍耶壩（前稱猜納壩），一方面用以控制洪水，另一方面把河水引導至全國最大的灌溉系統，為河谷低處的稻米田灌溉。這壩建於1957年，是泰國建造的第一條堤壩。
- 其疆域北瀕烏泰他尼府及那空沙旺府，南連信武里府及素攀府，東臨那空沙旺府及信武里府，西接烏泰他尼府。

## 行政
猜納府行政區的行政區共分為8縣；再分成53區；最後細分成474村。
| \| # \| 中文名 \| 泰文名 \| 英文名 \| \| - \| -------------------- \| --------- \| --------------- \| \| 1 \| 猜纳府治县（英语：Mueang Chai Nat District） \| เมืองชัยนาท \| Mueang Chai Nat \| \| 2 \| 马诺龙县（英语：Manorom District） \| มโนรมย์ \| Manorom \| \| 3 \| 瓦辛县（英语：Wat Sing District） \| วัดสิงห์ \| Wat Sing \| \| 4 \| 沙帕亚县（英语：Sapphaya District） \| สรรพยา \| Sapphaya \| \| 5 \| 訕卡武里縣 \| สรรคบุรี \| Sankhaburi \| \| 6 \| 汉卡县（英语：Hankha District） \| หันคา \| Hankha \| \| 7 \| 农马蒙县（英语：Nong Mamong District） \| หนองมะโมง \| Nong Mamong \| \| 8 \| 嫩堪县（英语：Noen Kham District） \| เนินขาม \| Noen Kham \| |            |           |                 |
| # | 中文名     | 泰文名    | 英文名          |
| 1 | 猜纳府治县 | เมืองชัยนาท | Mueang Chai Nat |
| 2 | 马诺龙县   | มโนรมย์    | Manorom         |
| 3 | 瓦辛县     | วัดสิงห์     | Wat Sing        |
| 4 | 沙帕亚县   | สรรพยา    | Sapphaya        |
| 5 | 訕卡武里縣 | สรรคบุรี    | Sankhaburi      |
| 6 | 汉卡县     | หันคา      | Hankha          |
| 7 | 农马蒙县   | หนองมะโมง | Nong Mamong     |
| 8 | 嫩堪县     | เนินขาม    | Noen Kham       |

## 名勝古蹟
- 哇探瑪汶寺：位於猜納直轄縣的市區以北，為一古老佛寺，供奉有著名的「探瑪乍佛像」及一尊白色大佛像，每年泰曆6月8日及11月8日，均舉行禮佛盛會。
- 昭拍耶水庫（又名：猜納水庫）：距猜納直轄縣的市區約8公里，為一大水庫，始建於1952年，並於1957年落成啟用，所用預算多達14億2千7萬銖， 該水庫寬237公尺，高14公尺，共有16個水閘。
- 哇拍瑪隆它寺：位於猜納直轄縣的市郊，建於大城時代，寺內供奉有用鐵礬土制成的佛像，每年泰曆6月和12月均舉行禮佛盛會。附近尚有「猜納國家博物館」， 收藏有各種佛像。
- 哇考它拍寺：位於猜納直轄縣的市區之「它拍山」的腳下，山頂有佛陀足印， 每年泰曆3月15日均舉行禮佛盛會。
- 哇咖魯那寺：位於「昭拍耶水庫」附近，寺內供奉有猜納府民眾崇敬的「鑾抱恩艾佛像」。
- 猜納鳥園：位於猜納直轄縣，面積約120,000平方公尺，園內許多大型鳥籠、游泳池、花園亭閣、吊橋，並有很多商店出售各種紀念品。
- 哇巴空瑪堪套寺：位於越信縣，寺內供奉有尊貴的「鑾補素高僧像」，深受民眾崇拜。
- 哇訕帕耶山寺：位於訕帕耶縣，寺內有很多神話故事的精美雕像，每年守夏節期間，均有很多僧人聚居在此，並舉行隆重的禮佛盛會。
- 曼訕城：位於訕卡武里縣，是有700多年歷史的古城，既是素可泰時代的前哨城池，又是大城時代的輔城。現仍可見城內的殘垣斷壁。